# Cratere Schöner
Schöner  è un cratere sulla superficie di Marte.